# Aceratoneuromyia granularis
Aceratoneuromyia granularis är en stekelart som beskrevs av Domenichini 1967. Aceratoneuromyia granularis ingår i släktet Aceratoneuromyia och familjen finglanssteklar.
Artens utbredningsområde är:
- Tyskland.
- Italien.
- Nederländerna.

Inga underarter finns listade i Catalogue of Life.